# PČ-135 Triglav
PČ-135 Triglav je bil patruljni čoln Jugoslovanske vojne mornarice razreda C 80.
PČ je srbohrvaški akronim za patrolni čamac (patruljni čoln).
Plovilo je bilo namenjeno varovanju državne meje na Jadranu, preprečevanju tihotapstva in krivolova.

## Zgodovina
PČ-135 je bil izdelan leta 1964 v Titovi ladjedelnici v Kraljevici. Skupaj s PČ-133 je bil razporejen v 11. mejni mornariški odred (GMO), s sedežem v Pulju.